# Барзас (река)
Барза́с — река в Кемеровском районе Кемеровской области России, правый приток Яи.
Длина — 110 км, площадь водосборного бассейна — 1170 км².
Река является вторым по мощности притоком Яи. Река отличается большой извилистостью, значительными уклонами, крутыми берегами с частыми выходами горных пород. Глубина реки составляет 0,5—3 м на плёсах и 0,1—0,5 м на перекатах. Средняя скорость течения составляет 0,4—0,6 м/с. Продолжительность весенних паводков колеблется от 5 до 15 дней и более.
Название образовано от кетского бору (волк) и кетско-енисейского термина сес (река) — «река волка».
Притоки
(расстояние от устья)
- 30 км (лв): Шурап
- 55 км (пр): Северная Конюхта
- 57 км (лв): Южная Конюхта
- 75 км (лв): Кайзас
- 83 км (пр): Суета
- 97 км (пр): Камжела

| Средний расход воды (м³/с) реки Барзас по месяцам и за год с 1955 по 1998 гг. (замеры производились на гидрологическом посту в районе п. Барзас, в 29 км от устья) |

## Данные водного реестра
- Бассейновый округ — Верхнеобский;
- Речной бассейн — (Верхняя) Обь до впадения Иртыша;
- Речной подбассейн — Чулым;
- Водохозяйственный участок — Чулым от в/п с. Зырянское до устья;
- Код водного объекта — 13010400312115200020363[2].